# Iona Abbey

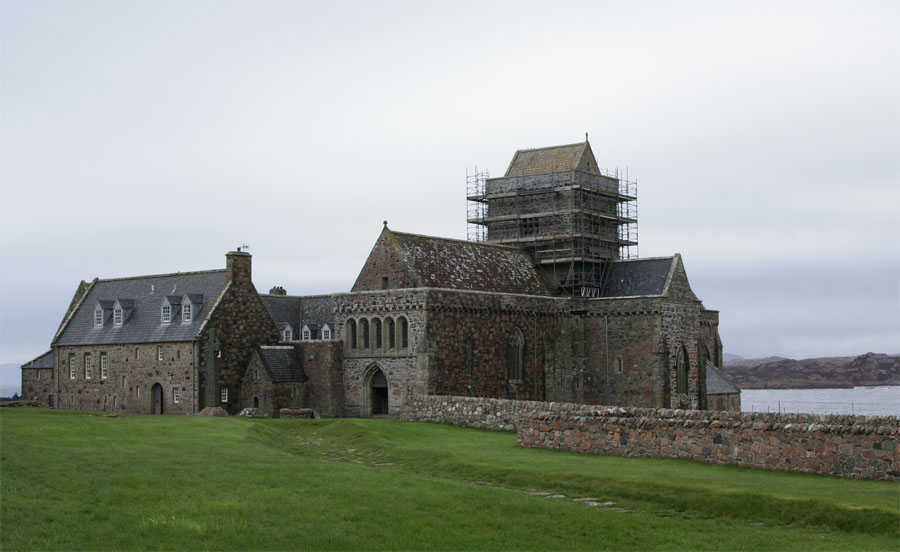
Iona Abbey

Iona Abbey is een abdij, gelegen op Iona ten westen van het Schotse eiland Mull, die is gesticht in de zesde eeuw door Sint-Columba. Hiervandaan werd het christendom verspreid over Schotland. Zestig koningen, voornamelijk Schotse, vonden er hun laatste rustplaats. In 1203 werd er een benedictijnse abdij gesticht die floreerde tot de reformatie in 1560. Pas in de negentiende eeuw werden de abdijgebouwen hersteld.

## Geschiedenis

### Ontstaan
In 563 kwam Sint-Columba met twaalf volgelingen uit Ierland naar Iona en stichtte er een abdij. Het eiland lag weliswaar afgelegen, maar Dunadd Fort, het centrum van het Keltische koninkrijk Dalriada lag er niet al te ver vandaan.
Voor de komst van Sint-Columba werden er al Pictische koningen begraven op Iona. Het vroegste christelijk heiligdom op Iona is gesticht door de Ierse missionaris Sint Oran die op Iona stierf aan de pest in 549. Het is mogelijk dat Sint-Columba voor Iona koos omdat het zowel door de Picten als door de Schotten al als een heilige plaats werd gezien.
Sint-Columba en zijn volgelingen bouwden hun eerste kerk ten noorden van de huidige abdij. Op Tòrr an Aba, de rotsige bult ten westen van de abdij, bevinden zich de enige overgebleven resten van hun nederzetting. In 1957 groef archeoloog Charles Thomas houten resten op van een hut. De koolstof-14-datering tussen 540 en 650 laat toe te veronderstellen dat het de schrijfcel van Sint-Columba zelf was. Van de eerste elf abten waren er negen bloedverwanten van Sint-Columba. De negende abt, Adomnán, was hagiograaf van Sint-Columba.
Iona werd een centrum van het vroege christendom in Schotland. Vrijwel alle vroege koningen van Schotland werden op Iona begraven.

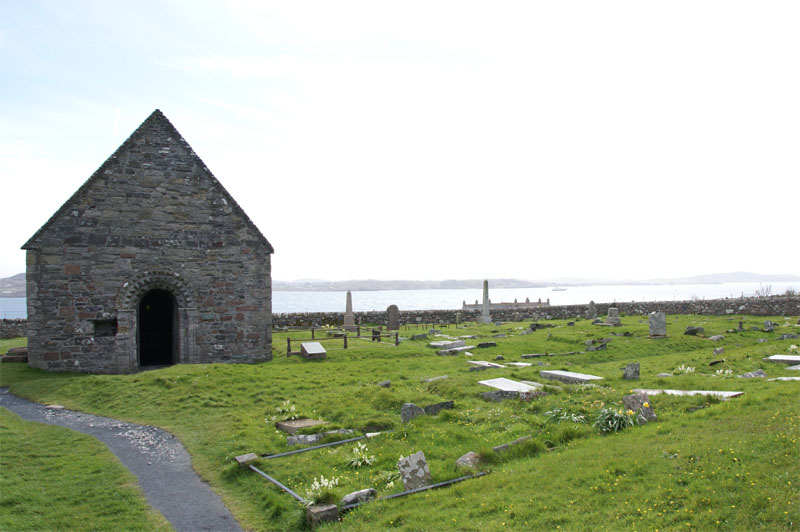
St Oran's Chapel op Reilig Oran

### Begraafplaats van koningen

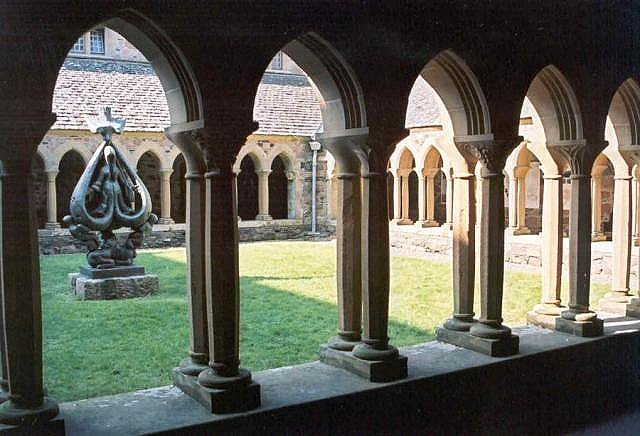
Kloostergangen in de abdij van Iona.

Traditioneel werden de dode koningen vanaf Martyrs' Bay via de Sràid nam Marbh (straat van de doden) naar Reilig Oran, letterlijk de begraafplaats van Oran, gebracht. De begraafplaats is genoemd naar Sint-Oran, een volgeling van Sint-Columba. De legende gaat dat Oran aanbood om zich levend te laten begraven op de plek waar de kerk werd gebouwd om de plaats te heiligen. Columba accepteerde het plan en Oran werd levend begraven. Drie dagen later groeven ze hem op en Oran bleek nog in leven te zijn. Oran zou gezegd hebben There is no such great wonder in death, nor is hell what it has been described (Er is geen groot wonder in de dood en de hel is niet zoals die is beschreven), waarop Columba zou hebben gezegd Earth, earth on Oran's eyes, lest he further blab (Aarde, aarde op Orans ogen, want anders blijft hij praten).
In het midden van de begraafplaats staat St Oran's Chapel. Op de begraafplaats werden in totaal 48 Schotse koningen begraven, waaronder Kenneth I van Schotland, Duncan I van Schotland en Macbeth van Schotland. De laatste Schotse koning die op Iona begraven werd, was Lulach van Schotland in 1058. De volgende koning, Malcolm III van Schotland, werd in 1093 begraven in Dunfermline Abbey (Fife). Het ontwikkelen van een nieuwe Schotse koninklijke begraafplaats was noodzakelijk, omdat het eiland Iona toen binnen het territorium van Noorwegen was komen te liggen.
Verder werden er vier Ierse koningen, waarvan er twee monnik waren geworden op Iona en een natuurlijke dood vonden door ouderdom, en acht Noorse koningen van het eiland Man (de laatste stierf in 1228) begraven.

### Vikingen
Op 9 juni 597 stierf Sint-Columba op Iona voor het altaar in de abdijkerk. Een schrijn werd opgericht. Talloze pelgrims kwamen naar Iona in de eeuwen die volgden. Zij brachten ook rijkdom. In 794 vond de eerste overval door Vikingen plaats, waarbij enige abdijgebouwen het moesten ontgelden. In 801 volgde de tweede. In 806 werden bij een overval 68 monniken op het strand afgeslacht; de baai kreeg de naam Martyrs' Bay (baai van de martelaren). De schrijn van Sint Columba werd verplaatst naar Kells in Ierland, waar het veiliger was. Het Book of Kells en bevat vier geïllumineerde evangeliën die aan de monniken van Iona worden toegeschreven.
De volgende abt bracht in 818 de schrijn echter weer terug naar Iona. In 825 overvielen de Vikingen wederom het eiland, maar door een tijdige waarschuwing wisten de abt en de meeste van zijn monniken te ontkomen.
In 986 werd Iona overvallen door Vikingen van de Noorse kolonie in Dublin Bay, die de abt en vijftien monniken afslachtten op het strand aan de noordzijde van het eiland. Het strand stond nadien bekend als de White Strands of the Monks (de witte stranden van de monniken). Noorwegen was echter in deze tijd bekeerd tot het christendom en Sigurd, earl of Orkney, achtervolgde de daders en doodde hen.

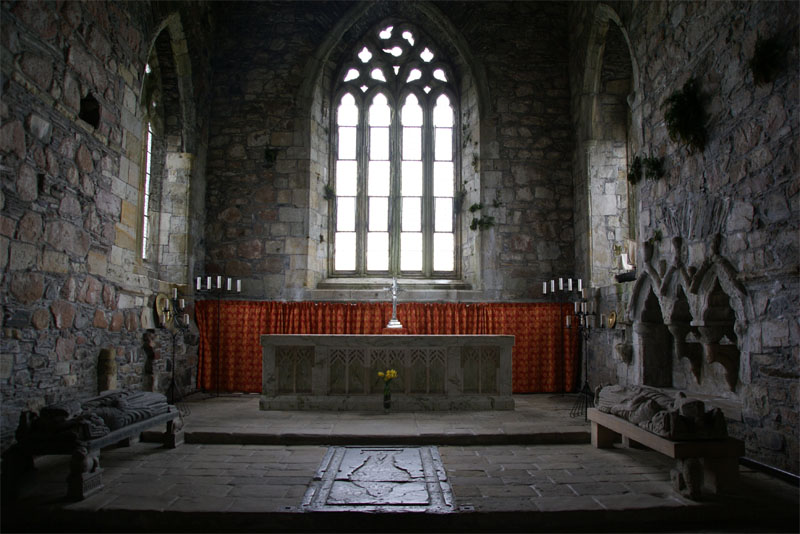
Iona Abbey: het koor van de abdijkerk

### Middeleeuwse abdij
In 1203 stichtte Reginald MacDonald of Islay, zoon van Somerled, een Benedictijnse abdij, op de plaats waar vermoedelijk verscheidene kerken gewijd aan Sint Columba stonden. De nieuwe kerk werd gewijd aan de Maagd Maria. Dit luidde het begin in op Iona van de Romeinse kerk die de Columbaanse (Keltische) kerk verving. Tevens stichtte hij een nonnenklooster, de Iona Nunnery. Zijn zus Bethoc werd de eerste priores.
In 1247 kregen de abten van Iona van paus Innocentius IV het recht een mijter te dragen.
Met de reformatie in 1560 kwam er een eind aan het kloosterleven op Iona. Tussen 1630 en 1640 verhief Karel I van Engeland de abdijkerk tot Cathedral of the Isles, kathedraal van de eilanden, maar deze religieuze opleving kwam tot een eind toen de Schotse kerk bisschoppen afzwoer.

### Vanaf de negentiende eeuw
Vanaf 1870 tot 1910 werd de abdijkerk hersteld door George Douglas Campbell, de achtste graaf van Argyll. In 1899 schonk de graaf de abdij aan de Church of Scotland. Hij en zijn vrouw kregen een graftombe in het zuidelijke transept van de abdijkerk.
In 1938 werd de Iona Community opgericht als een oecumenische gemeenschap. Deze gemeenschap zette het restauratiewerk voort en herstelde onder andere het klooster en de Michael Chapel.

## Bouw

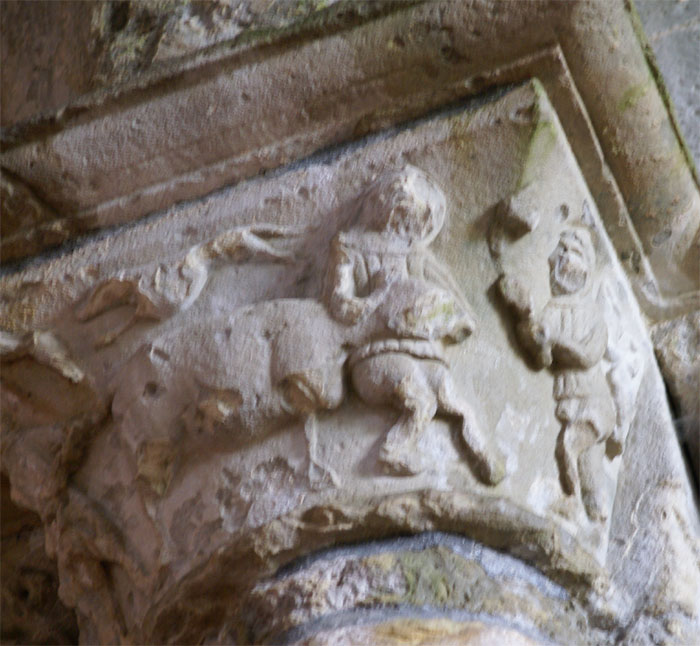
Beeldhouwwerk op een kapittel in het kruis van de abdijkerk: een koe wordt geslacht.

### Abdij
Van de originele abdij die Reginald MacDonald of Islay, zoon van Somerled, in 1203 bouwde is slechts een klein deel bewaard gebleven en wel in het noordelijke transept. De rest stamt voornamelijk uit de periode 1421 tot 1465 toen Dominic abt was, die de verwaarlozing onder de vorige abt, Fingon MacKinnon, herstelde.
De kerk volgt een kruisvormige plattegrond. Het klooster bevond zich ten noorden van de kerk. Het kapittelhuis bevond zich is de oostvleugel met de woon- en eetruimtes erboven en in de noordvleugel.
Aan de linkerzijde van de kerkingang bevindt zich St Columba's Shrine (de schrijn van Sint-Columba) waarvan wordt vermoed dat op die plek de graftombe van Sint-Columba heeft gestaan.
Aan het eind van de negentiende eeuw werd de kerk gerestaureerd. Vooral het schip moest zwaar gerestaureerd worden. De abdij werd in de loop van de twintigste eeuw weer opgebouwd door de Iona Community. Op de zuidbogen van het kruis bevinden zich scènes uit de Bijbel, mythische dieren, bloemen, afbeeldingen uit het dagelijkse leven inclusief een bewapende ruiter, een voetsoldaat en een scène waarin een koe lijkt gedood te worden. In de abdij is Skye marble gebruikt.

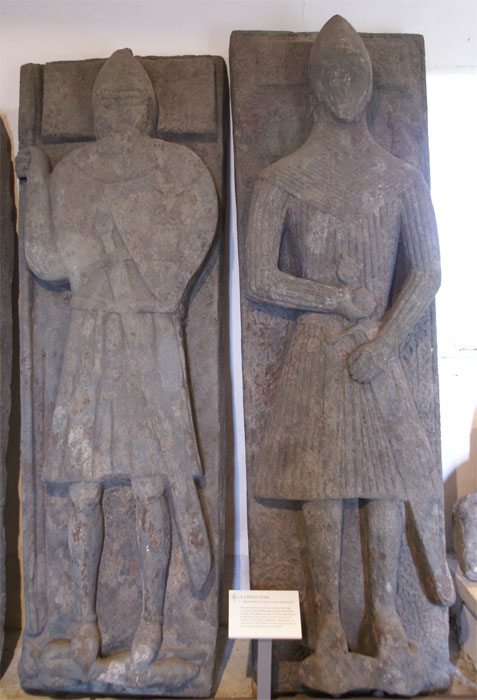
Lachlan's Stone, staande in het abdijmuseum, is een voorbeeld van de Ionische school van beeldhouwen.

### St Oran's Chapel en Reilig Oran
St Oran's Chapel is het oudst overgebleven gebouw op Iona en stamt uit het midden van de twaalfde eeuw en was gebouwd door Somerled of zijn zoon. De kapel is een simpel rechthoekig gebouw met slechts een doorgang, die versierd is op een manier die ook in vroege Ierse kapellen wordt gevonden. De kapel was de begraafplaats voor de Lords of the Isles (de Heren van de Eilanden), de MacDonalds, tot in de zestiende eeuw.
Op de begraafplaats Reilig Oran liggen op de eerste rij de koningen begraven. Deze rij wordt ook wel Ioman nan Righ (de Rij van de Koningen) genoemd en is verdeeld in drie grafheuvels. De centrale heuvel, tumulus regium Scotiae, stamt uit 685 en was de tombe van 48 Schotse koningen. De zuidelijke schrijn bevat vier Ierse koningen. De noordelijke schrijn bevat de tombes van acht Noorse koningen van Man. Tot 1549 bestonden er zeker nog drie kapellen; in 1695 stond er nog maar eentje, die in de achttiende eeuw verdween.
Op de tweede rij liggen de tombes van de MacLeans, Clan Gillean en het graf van een MacLeod. Hiervan is een aantal grafstenen in goede conditie bewaard gebleven, die sinds 1974 in het abdijmuseum staan.

### Keltische kruisen
Bij de abdij bevonden zich vier Keltische kruisen uit de achtste en negende eeuw, die bekend zijn als de High Crosses of Iona, alle gemaakt in de Ierse, Pictische en Engelse traditie uit de achtste en negende eeuw, zoals ook de Keltische kruisen die bewaard zijn gebleven in Monasterboice, Ierland.
Op het eiland bevindt zich ter hoogte van de parochiekerk het vijftiende-eeuwse, Keltische kruis genaamd MacLean's Cross.

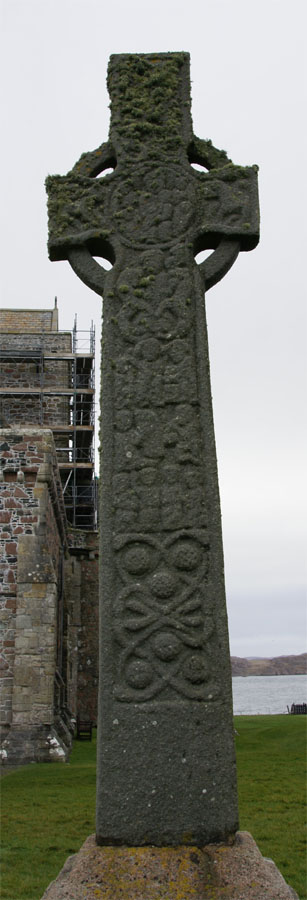
Iona Abbey: St Martin's Cross voor de abdijkerk

#### St Martin's Cross
St Martin's Cross dateert uit de achtste eeuw en is gemaakt uit één stuk steen gehaald uit Argyll. De westzijde (niet naar de kerk gericht) tonen scènes uit de Bijbel: de Maagd Maria met kind, Daniël geflankeerd door twee leeuwen, Abraham met opgeheven zwaard om Isaak te offeren, David met harp naast een muzikant met fluit, David en Goliath en David met Saul. De oostzijde is versierd met slangenvormen en knoppen.

#### St Matthew's Cross
St Matthew's Cross dateert uit de negende eeuw en is te bezichtigen in het abdijmuseum. Voor de abdijkerk bevindt zich slechts een stomp. Het kruis ligt in stukken en door verwering is er weinig van de decoratie overgebleven. De enige scène die herkenbaar is, is de zondeval van Adam en Eva.

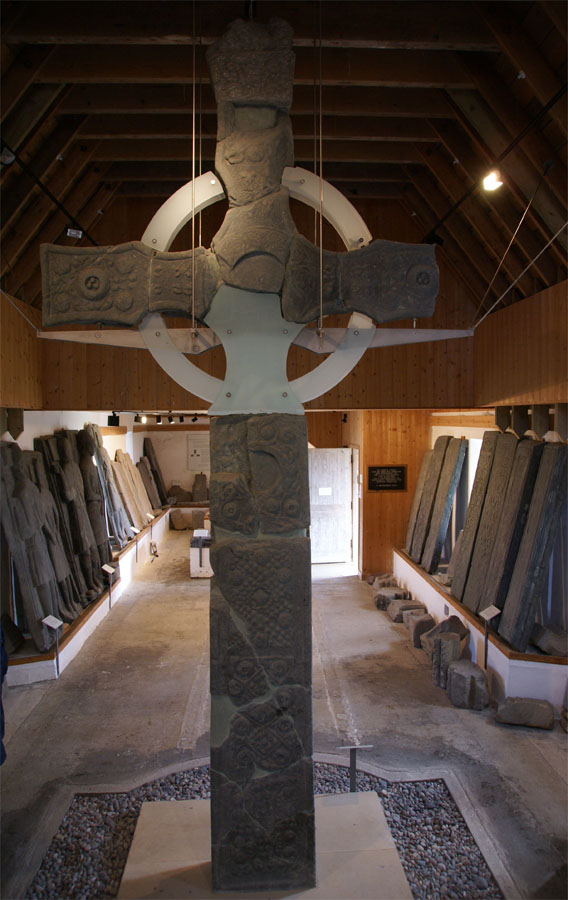
Iona Abbey: St John's Cross in het abdijmuseum

#### St John's Cross
Voor de schrijn van Sint Columba staat een replica uit 1970 van St John's Cross. Het origineel bevindt zich in het abdijmuseum. Het kruis is bijna 2,2 meter breed. Oorspronkelijk had het kruis geen ring; deze werd later toegevoegd om het kruis steviger te maken.

#### St Oran's Cross
Het achtste-eeuwse kruis St Oran's Cross stond oorspronkelijk bij de St Oran's Chapel, maar is verplaatst naar het abdijmuseum. Dit kruis is vermoedelijk het oudste, gevolgd door St John's Cross en St Martin's Cross.
Het kruis bestond uit drie delen: schacht, de zijarmen en de toparm. Het is versierd met slangmotieven en bollen, de Maagd Maria en Kind geflankeerd door engelen, en een figuur met een leeuw.

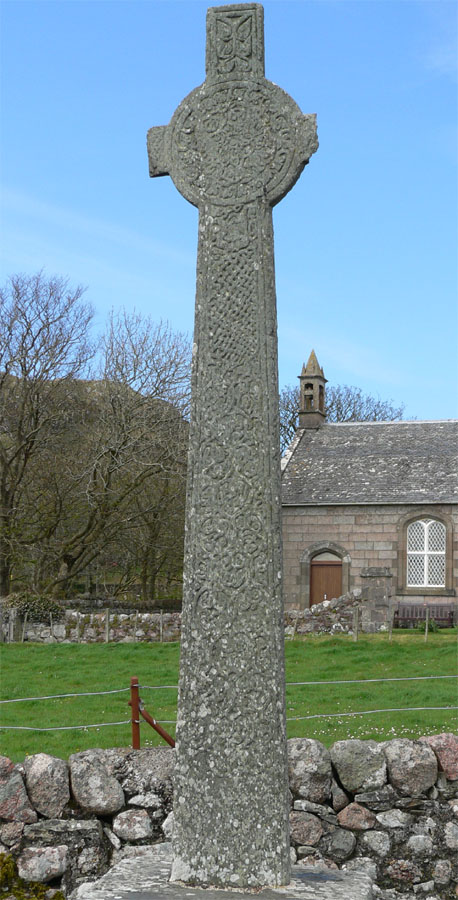
MacLean's Cross voor de parochiekerk op Iona

#### MacLean's Cross
Nabij de parochiekerk aan de Sràid nam Marbh (Straat der Doden) staat het rond 1500 opgerichte Keltische kruis genaamd MacLean's Cross. Het is gemaakt uit een enkel stuk steen en is meer dan drie meter hoog. De basis is modern. Op de voet van de schacht is een bewapende ruiter te zien, wellicht de leider van de MacLeans die het kruis heeft laten maken. Aan de oostzijde is het kruis versierd met abstracte decoraties en bloemen. Onder de ring van het kruis zijn twee dieren te zien. Aan de westzijde van het kruis is een afbeelding van de kruisiging te zien, maar deze is flink geërodeerd.

### Grafstenen
In de kloostergangen is een aantal West Highland-grafstenen te bezichtigen, die een stijl laten zien die specifiek is voor Iona in de veertiende eeuw en bekendstaat als the Iona school. De stenen waren gemaakt voor de overledenen van de clans uit de westelijke hooglanden, waaronder de MacDonalds, MacKinnons, MacLeans en MacLeods. Vaak tonen deze jachtscènes en zwaarden. Veel van deze stenen bevonden zich oorspronkelijk op Reilig Oran en zijn verplaatst om ze beter te kunnen beschermen. Een ander deel van deze grafstenen bevindt zich in het abdijmuseum, vroeger vermoedelijk het hospitaal van de broeders. Onder deze stenen bevindt zich onder andere die van Anna MacLean (overleden 1543), priores van de Iona Nunnery. Ook achter in de abdijkerk staat een aantal grafstenen, waaronder die van een aantal abten.

## Beheer
Iona Abbey wordt sinds 2000 beheerd door Historic Scotland, net als de eveneens op het eiland gelegen Iona Nunnery en het MacLean's Cross.

### Bereikbaarheid
Iona Abbey bevindt zich op het eiland Iona dat bereikt kan worden via een veer vanaf Fionnphort op Mull. In Fionnphort bevindt zich het Saint Columba Welcome and Exhibition Centre dat tentoonstellingen heeft over Sint Columba en Iona. Mull kan onder andere per veer worden bereikt vanuit Oban.